# Dylan Neal
Dylan Neal (Richmond Hill, 8 ottobre 1969) è un attore canadese.

## Biografia

### Carriera
Dylan Neal ha iniziato la sua carriera con ruoli televisivi, nel 1989 prende parte al film Prom Night III - L'ultimo bacio. Nel 1994 ottiene il ruolo di Dylan Shaw nella soap opera Beautiful, ruolo che ricopre fino al 1996.
Nel 1998 diventa uno dei protagonisti della serie televisiva Hyperion Bay, nel ruolo di Nick Sweeny, e sempre nello stesso anno, dopo la cancellazione della serie, ottiene il ruolo di Doug Witter nella serie Dawson's Creek.
Col passare degli anni Dylan prende parte a molti film per la TV come The President's Man, Chupacabra Terror e Invasion - Il giorno delle locuste. Nell'anno 2003 recita il ruolo di Aaron Jacobs nella serie tv Sabrina, vita da strega.
Nel corso della sua carriera l'attore ha preso parte a numerose serie tv quali Catwalk, Profiler - Intuizioni mortali, JAG - Avvocati in divisa, CSI: Miami, The War at Home, Rizzoli & Isles, Life Unexpected, 90210, Haven, Bones e Motive.
Ottiene dei ruoli minori in pellicole come 40 giorni & 40 notti e Percy Jackson e gli dei dell'Olimpo - Il ladro di fulmini, mentre nel 2007 diventa uno dei protagonisti della serie Blood Ties, interpretando la parte di Mike Celluci; la serie dura una sola stagione.
Recita nel 2010, al fianco di Val Kilmer, nel film di Michael Oblowitz, Mister Vendetta.
Diventa uno dei protagonisti, a partire dal 2013, della serie televisiva Cedar Cove, dove recita il ruolo del personaggio di Jack Griffith.
Dal 2013 al 2014 l'attore recita nella serie televisiva Arrow, interpretando la parte del personaggio di Anthony Ivo.
Nel 2014, viene scelto per interpretare il ruolo di Bob Adams nella trasposizione cinematografica del romanzo Cinquanta sfumature di grigio, scritto nel 2011 dalla scrittrice inglese E. L. James, che uscirà nelle sale americane il 13 febbraio 2015.

### Vita privata
Dal 21 settembre 1996 è sposato con Becky Southwell da cui ha avuto due figli.

## Filmografia

### Cinema
- Prom Night III - L'ultimo bacio (Prom Night III: The Last Kiss), regia di Ron Oliver e Peter R. Simpson (1990)
- I'll Never Get to Heaven, regia di Stefan Scaini (1992)
- Taylor's Return, regia di Andrew Humeniuk (1997)
- XCU: Extreme Close Up, regia di Sean S. Cunningham (2001)
- 40 giorni & 40 notti (40 Days and 40 Nights), regia di Michael Lehmann (2002)
- Landspeed - Massima velocità (Landspeed), regia di Christian McIntire (2002)
- Chupacabra Terror (2005)
- Extreme Dating, regia di Lorena David (2005)
- Mute, regia di Melissa Joan Hart - cortometraggio (2005)
- Percy Jackson e gli dei dell'Olimpo: Il ladro di fulmini (Percy Jackson & the Olympians: The Lightning Thief), regia di Chris Columbus (2010)
- Mister Vendetta, regia di Michael Oblowitz (2010)
- My Family's Secret, regia di Curtis Crawford (2010)
- Cinquanta sfumature di grigio (Fifty Shades of Grey), regia di Sam Taylor-Johnson (2015)
- Cinquanta sfumature di nero (Fifty Shades Darker), regia di James Foley (2017)
- Cinquanta sfumature di rosso (Fifty Shades Freed), regia di James Foley (2018)

### Televisione
- Captain Power and the Soldiers of the Future - serie TV, 2 episodi (1988)
- Learning the Ropes - serie TV, 1 episodio (1988)
- Summer Storm - miniserie TV (1988)
- La guerra dei mondi - serie TV, 1 episodio (1989)
- Il mio amico Ultraman - serie TV, 1 episodio (1989)
- E.N.G. - Presa diretta - serie TV, 1 episodio (1990)
- Maniac Manson - serie TV, 1 episodio (1990)
- Top Cops - serie TV, 1 episodio (1991)
- Catwalk - serie TV, 1 episodio (1992)
- Sweating Bullets - serie TV, 1 episodio (1993)
- Class of 96 - serie TV, 1 episodio (1993)
- Kung Fu - La leggenda - serie TV, 1 episodio (1993)
- Golden Will: The Silken Laumann Story - Film TV (1996)
- Beautiful (The Bold and the Beautiful) - serie TV, 121 episodi (1994-1996)
- Moloney - serie TV, 1 episodio (1997)
- Vita con Roger - serie TV, 1 episodio (1997)
- Pacific Palisades - serie TV, 7 episodi (1997)
- Profiler - Intuizioni mortali - serie TV, 1 episodio (1998)
- You Wish - serie TV, 1 episodio (1998)
- Hyperion Bay - serie TV, 17 episodi (1998-1999)
- JAG - Avvocati in divisa - serie TV, 3 episodi (1999)
- The President's Man - Film TV (2000)
- Thieves - serie TV, 1 episodio (2001)
- Thieves - serie TV, 1 episodio (2002)
- Babylon 5: The Legend of the Rangers - Film TV (2002)
- Relic Hunter – serie TV, episodio 3x12 (2002)
- She Spies - serie TV, 1 episodio (2002)
- Sabrina, vita da strega (Sabrina, the Teenage Witch) - serie TV, 10 episodi (2003)
- Dawson's Creek - serie TV, 20 episodi (1998-2003)
- I'm with Her - serie TV, 1 episodio (2003)
- LAX - serie TV, 1 episodio (2004)
- Kevin Hill - serie TV, 1 episodio (2004)
- Invasion - Il giorno delle locuste (Locusts) - Film TV (2005)
- CSI: Miami - serie TV, 1 episodio (2005)
- Pipistrelli vampiro (Vampire Bats) - Film TV (2005)
- The War at Home - serie TV, 1 episodio (2006)
- Uno sconosciuto nel mio letto - Film TV (2006)
- The Jake Effect - serie TV, 2 episodi (2006)
- Matters of Life and Dating - Film TV (2007)
- Ossessione letale (Lethal Obsession) - Film TV (2007)
- Blood Ties - serie TV, 22 episodi (2007-2008)
- Psych - serie TV, 1 episodio (2008)
- Stargate Atlantis - serie TV, 1 episodio (2008)
- The L Word - serie TV, 2 episodi (2009)
- Wild Roses - serie TV, 8 episodi (2009)
- Storm Seekers - film TV (2009)
- I misteri di Murdoch (Murdoch Mysteries) - serie TV, episodio 2x13 (2009); Special di Natale (2017)
- Human Target - serie TV, 1 episodio (2010)
- Smallville - serie TV, 2 episodi (2009-2010)
- Life Unexpected - serie TV, 1 episodio (2010)
- Lui è la mia ossessione - Film TV (2011)
- CSI: Scena del crimine - serie TV, 1 episodio (2011)
- Another Man's Wife - Film TV (2011)
- Ice Road Terror - Film TV (2011)
- Rizzoli & Isles - serie TV, 1 episodio (2011)
- Obsession - Film TV (2011)
- Haven - serie TV, 1 episodio (2011)
- Flashpoint - serie TV, 1 episodio (2011)
- 90210  - serie TV, 1 episodio (2012)
- Ringer - serie TV, 1 episodio (2012)
- Bones - serie TV, 1 episodio (2012)
- Motive - serie TV, 1 episodio (2013)
- L'ombra del male (Dangerous Intuition), regia di Roger Christian – film TV (2013)
- Arrow - serie TV, 10 episodi (2013-2014)
- Cedar Cove -  serie TV, 36 episodi (2013-2015)
- A Wife's Nightmare – L'incubo di una moglie (A Wife's Nightmare), regia di Vic Sarin – film TV (2014)
- Gourmet Detective - film TV (2015)
- Gourmet Detective: La morte è servita - film TV (2015)
- Gourmet Detective: Delitto al dente - film TV (2016)
- Dead of Summer - serie TV (2016)
- Gourmet Detective: Mangia, bevi, muori - film TV (2017)
- Gourmet Detective: Roux the day - film tv (2020)

## Doppiatori italiani
Nelle versioni in italiano delle opere in cui ha recitato, Dylan Neal è stato doppiato da:
- Francesco Bulckaen in Sabrina vita da strega, Beautiful, Cinquanta sfumature di grigio
- Francesco Prando in Arrow, Cedar Cove, Gourmet Detective
- Fabio Boccanera in Hyperion Bay, Psych
- Massimo Lodolo in Stargate Atlantis
- Fabrizio Picconi in CSI: Miami
- Massimo Rossi in Ossessione letale
- Roberto Certomà in Lui è la mia ossessione
- Vittorio De Angelis in Pipistrello vampiro
- Sandro Acerbo in 40 giorni e 40 notti
- Marco Baroni in The President's Man
- Mauro Gravina in Dawson's Creek
- Alberto Bognanni in Blood Ties
- Alessio Cigliano in Smallville
- Andrea Lavagnino in Motive
- Simone Mori in Flashpoint
- Sergio Lucchetti in 9-1-1